# Juan Nicolás Dávalos
Juan Nicolás Dávalos y Betancourt (Sabanilla, 1857-La Habana, 1910) fue un bacteriólogo cubano.

## Biografía
Nació en Sabanilla del Comendador el 6 de noviembre de 1857, comenzó sus estudios universitarios en La Habana y los concluyó en 1886 en Madrid. Visitó los principales centros científicos de Europa y de los Estados Unidos y regresó después a Cuba. El Laboratorio Histo-Químico-Bacteriológico fundado en la Habana por iniciativa de Juan Santos Fernández debió mucho a la labor científica de Dávalos. Por sus trabajos en el laboratorio, contrajo la tuberculosis y la fiebre tifoidea. Se inoculó casualmente la rabia autopsiando un conejo, y en otra ocasión la toxina virulenta del tétanos. Modificó, habría asegurado el bibliógrafo C. M. Trelles, la solución de Ziehl para la coloración rápida de los gérmenes, escribió sobre el agua de coco como medio de cultivo de gérmenes patógenos, sobre el muermo y sobre el coli-bacilo. Colaboró con el doctor Coronado en un trabajo sobre el suero para diagnosticar la fiebre tifoidea y con E. Acosta para otro sobre la toxicidad de la orina en casos de fiebre amarilla, además de con Finlay y otros médicos cubanos. Falleció el 4 de diciembre de 1910 en La Habana.